# Sućki (rejon mostowski)
Sućki – dawny folwark. Tereny, na których był położony, leżą obecnie na Białorusi, w obwodzie grodzieńskim, w rejonie mostowskim, w sielsowiecie Łunna.
Dawniej w województwie trockim Rzeczypospolitej Obojga Narodów. W czasach zaborów w granicach Imperium Rosyjskiego, w guberni grodzieńskiej, w powiecie grodzieńskim.
W latach 1921–1939 kolonia leżała w Polsce, w województwie białostockim, w powiecie grodzieńskim, w gminie Łunna.
Według Powszechnego Spisu Ludności z 1921 roku zamieszkiwało tu 26 osób, 23 było wyznania prawosławnego a 3 mojżeszowego. Jednocześnie 23 mieszkańców zadeklarowało białoruską przynależność narodową a 3 żydowską. Były tu 2 budynki mieszkalne.
Miejscowość należała do parafii prawosławnej w Łunnie. Podlegała pod Sąd Grodzki w Skidlu i Okręgowy w Grodnie; właściwy urząd pocztowy mieścił się w Łunnie.
W wyniku napaści ZSRR na Polskę we wrześniu 1939 miejscowość znalazła się pod okupacją sowiecką. 2 listopada została włączona do Białoruskiej SRR. 4 grudnia 1939 włączona do nowo utworzonego obwodu białostockiego. Od czerwca 1941 roku pod okupacją niemiecką. 22 lipca 1941 r. włączona w skład okręgu białostockiego III Rzeszy. W 1944 miejscowość została ponownie zajęta przez wojska sowieckie i włączona do obwodu grodzieńskiego Białoruskiej SRR.